# Блейденсбург (Меріленд)
Блейденсбург (англ. Bladensburg) — місто (англ. town) в США, в окрузі Графство принца Георга штату Меріленд. Населення — 9657 осіб (2020).

## Географія
Блейденсбург розташований за координатами 38°56′33″ пн. ш. 76°55′33″ зх. д. / 38.94250° пн. ш. 76.92583° зх. д. (38.942368, -76.925910).  За даними Бюро перепису населення США в 2010 році місто мало площу 2,61 км², з яких 2,59 км² — суходіл та 0,02 км² — водойми.

## Демографія
Згідно з переписом 2010 року, у місті мешкало 9148 осіб у 3542 домогосподарствах у складі 1960 родин. Густота населення становила 3506 осіб/км².  Було 3826 помешкань (1466/км²).
Расовий склад населення:
| - 65,6 % — чорних або афроамериканців - 12,6 % — білих - 2,0 % — азіатів - 0,5 % — корінних американців - 16,6 % — осіб інших рас |

До двох чи більше рас належало 2,7 %. Частка іспаномовних становила 26,9 % від усіх жителів.
За віковим діапазоном населення розподілялося таким чином: 26,8 % — особи молодші 18 років, 63,8 % — особи у віці 18—64 років, 9,4 % — особи у віці 65 років та старші. Медіана віку мешканця становила 31,5 року. На 100 осіб жіночої статі у місті припадало 88,5 чоловіків;  на 100 жінок у віці від 18 років та старших — 85,1 чоловіків також старших 18 років.
Середній дохід на одне домашнє господарство  становив 56 796 доларів США (медіана — 42 125), а середній дохід на одну сім'ю — 60 029 доларів (медіана — 47 083). Медіана доходів становила 31 395 доларів для чоловіків та 37 283 долари для жінок. За межею бідності перебувало 20,3 % осіб, у тому числі 28,7 % дітей у віці до 18 років та 42,1 % осіб у віці 65 років та старших.
Цивільне працевлаштоване населення становило 4753 особи. Основні галузі зайнятості: освіта, охорона здоров'я та соціальна допомога — 24,5 %, роздрібна торгівля — 13,1 %, науковці, спеціалісти, менеджери — 11,4 %.